# Johannesudd
Johannesudd – miejscowość (tätort) w Szwecji, w regionie administracyjnym (län) Sztokholm, w gminie Vallentuna.
Według danych Szwedzkiego Urzędu Statystycznego liczba ludności wyniosła: 281 (31 grudnia 2015), 293 (31 grudnia 2018) i 292 (31 grudnia 2019).